# Glaucidium brasilianum
El tecolote bajeño, lechucita ferrugínea, buhíto ferrugíneo o caburé chico, también conocido como mochuelo caburé, aurorita o pavita (Glaucidium brasilianum) es una especie de la familia Strigidae.

## Descripción

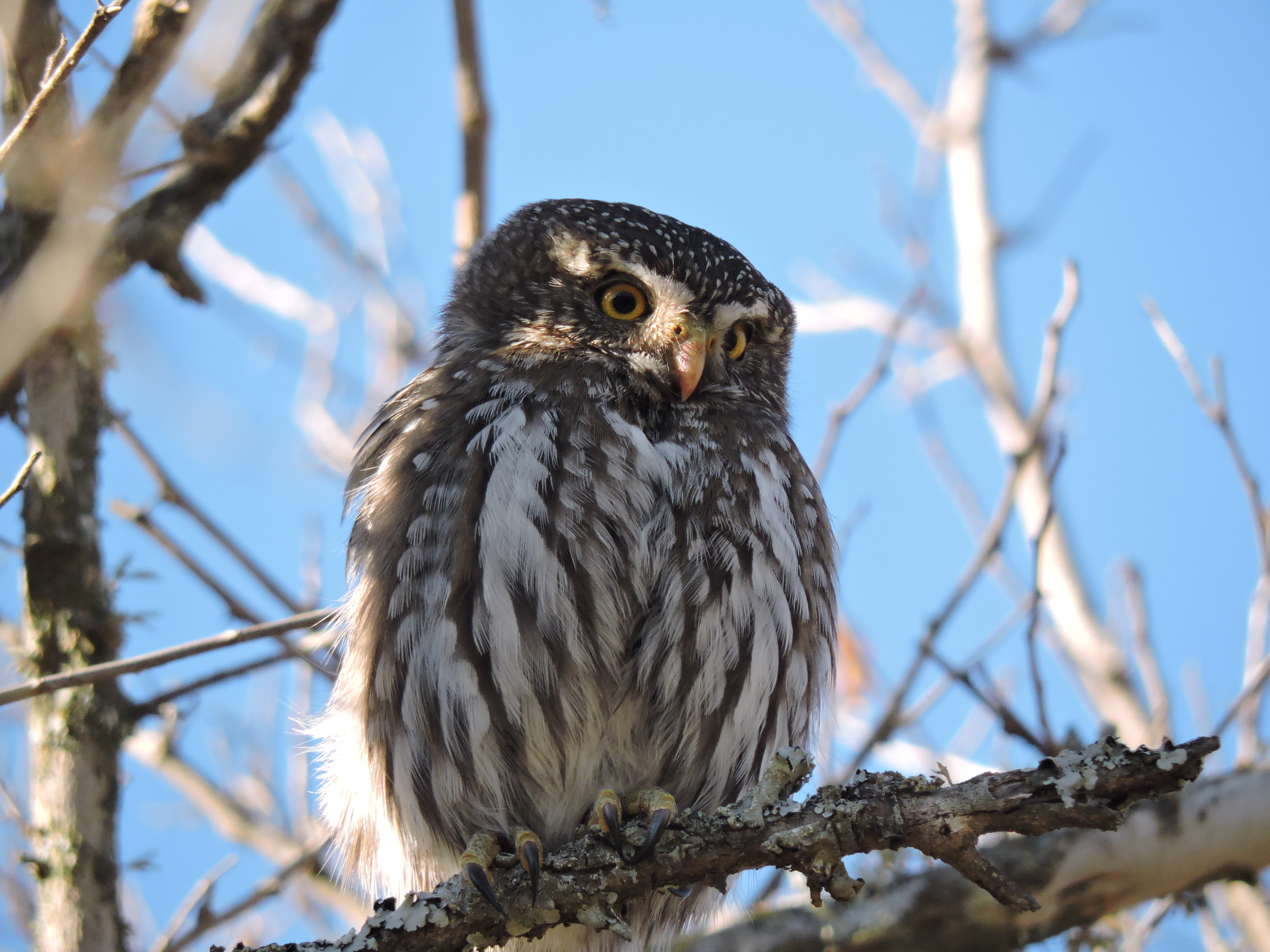
Ejemplar de Caburé Chico en fase grisácea

Mide entre quince y diecinueve centímetros de largo y pesa entre sesenta y setenta y cinco gramos. Las hembras son más grandes y pesadas que los machos. Especie extremadamente polimórfica con gran variación en la coloración de su plumaje presentando dos fases, grisácea y rojiza. Con disco facial café claro y pequeñas marcas blancuzcas. Cejas claras, ojos amarillos y pico amarillo grisáceo. Cabeza café con rayas y manchas blancas. Una mancha negra a cada lado de la parte posterior del cuello, ambas comúnmente llamadas ojos falsos. Cuerpo en general café-grisáceo con rayas cafés. Cola café oscuro con barras claras. Tarsos emplumados hasta talones. La fase rojiza presenta el mismo patrón de coloración pero con tonos rojizos o café-anaranjados. Juveniles similares a los adultos pero con patrones de coloración clara.

## Distribución
Vive desde Arizona en Estados Unidos, pasando por México y América Central hasta Argentina en Sudamérica. Es residente permanente a lo largo de la región Atlántica y de la costa del Pacífico. En México se distribuye en ambas vertientes, asimismo en la península de Yucatán, ausente en la península de Baja California. Las poblaciones más al norte podrían ser migratorias. Habita tierras bajas y diferentes tipos de vegetación como bosques tropical, ripario, de galería y caduco; asimismo en manglar, matorral espinoso, vegetación secundaria, bordes de bosques, plantaciones de café y áreas semiurbanas. Se distribuye desde cero hasta mil quinientos metros, regularmente hasta los trescientos metros en el este de su distribución y hasta los mil quinientos metros en el oeste. En Centroamérica su rango altitudinal va hasta los dos mil metros, en las tierras altas de Venezuela y Guyana hasta los 2 250 metros y en Perú hasta más de los tres mil metros. La UICN2019-1 considera a la especie como de preocupación menor. Aunque la especie está ampliamente distribuida y es común en su rango de distribución, existe poca información sobre su biología y factores que podrían estar afectando a sus poblaciones, se desconoce cómo factores estocásticos como huracanes y factores determinísticos como fragmentación de bosques por actividades humanas podrían afectarle. A pesar de pertenecer a las aves rapaces nocturnas, Strigiformes, esta especie a menudo caza de día.

## Subespecies

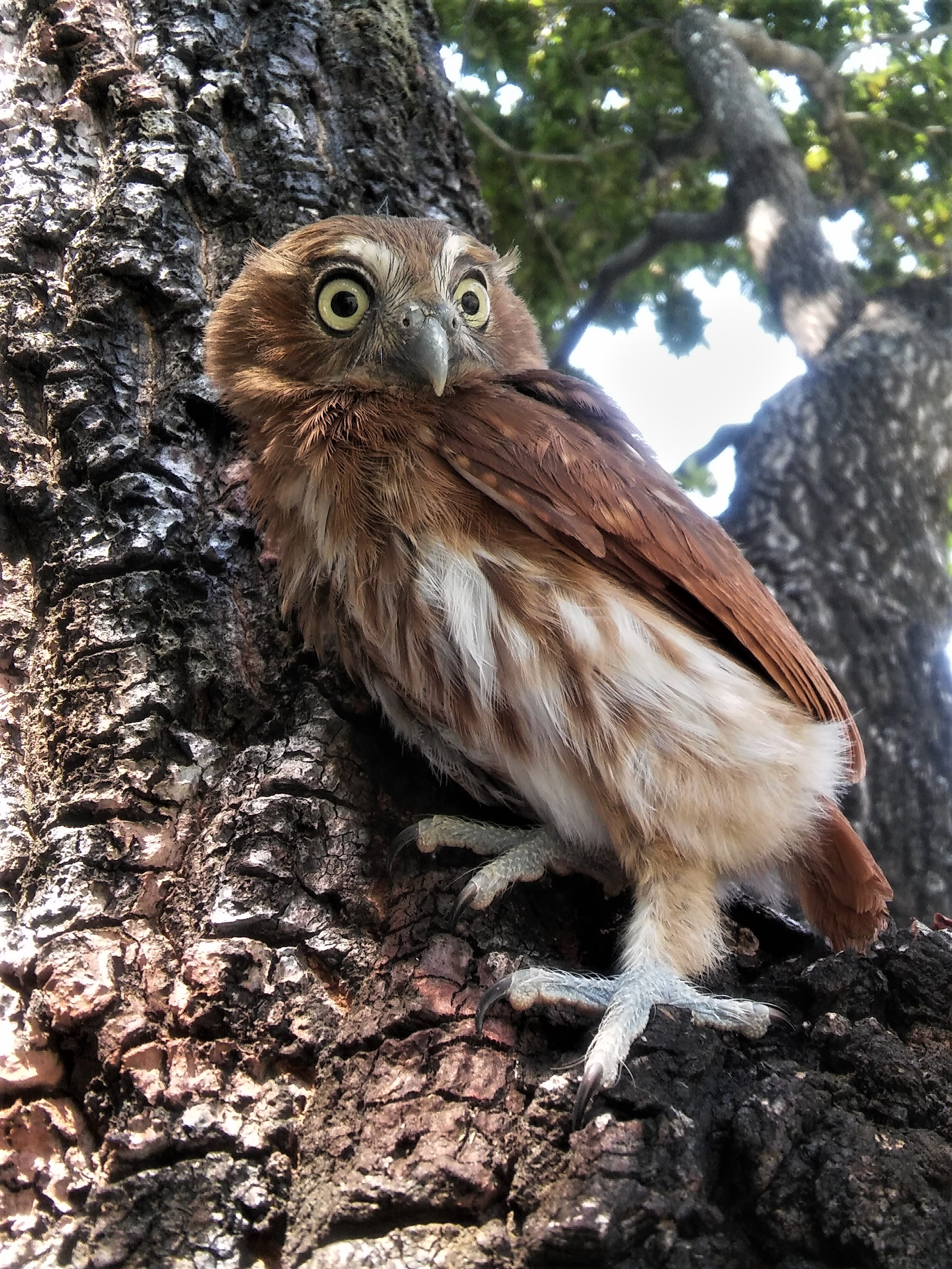
Pichón volantón de Tecolote Bajeño o Pavita Ferruginea (Glaucidium brasilianum)

Glaucidium brasilianum tiene doce subespecies reconocidas, incluyendo la subespecie nominal:
- Glaucidium brasilianum brasilianum Gmelin, 1788
- Glaucidium brasilianum cactorum Van Rossem, 1937
- Glaucidium brasilianum duidae Chapman, 1929
- Glaucidium brasilianum margaritae Phelps & W. H. Phelps Jr, 1951
- Glaucidium brasilianum medianum Todd, 1916
- Glaucidium brasilianum olivaceum Chapman, 1939
- Glaucidium brasilianum pallens Brodkorb, 1938
- Glaucidium brasilianum phaloenoides Daudin, 1800
- Glaucidium brasilianum ridgwayi Sharpe, 1875
- Glaucidium brasilianum stranecki C. Koenig & Wink, 1995
- Glaucidium brasilianum tucumanum Chapman, 1922
- Glaucidium brasilianum ucayalae Chapman, 1929